# Galgenbusch
Galgenbusch war eine Hofschaft in der bergischen Großstadt Wuppertal. Heute ist der Ort eine Wüstung.

## Lage und Beschreibung
Die Hofschaft lag im Nordwesten der Stadt Elberfeld auf 232 Meter über Normalnull in der Gemarkung Untensiebeneick des Wuppertaler Wohnquartier Siebeneick im Stadtbezirk Uellendahl-Katernberg an der Stadtgrenze zu Velbert.

## Geschichte
Galgenbusch war einer der Wohnplätze in der Bauerschaft Unterste Siebeneick der bergischen Herrschaft Hardenberg. Es lag an der Alten Kölnischen Straße von Köln über Hilden, Erkrath-Hochdahl, Mettmann-Diepensiepen und Wülfrath-Oberdüssel nach Westfalen. Es ist aufgrund des Ortsnamens anzunehmen, dass sich in der Nähe von Galgenbusch eine Richtstätte befand.
Im 19. Jahrhundert gehörte Galgenbusch zu den Außenortschaften der Bauerschaft Untensiebeneick der Bürgermeisterei Hardenberg, die 1935 in Neviges umbenannt wurde. Damit gehörte es von 1816 bis 1861 zum Kreis Elberfeld und ab 1861 zum alten Kreis Mettmann. 1888 lebten in Galgenbusch vier Einwohner in einem Haus. Mitte des 20. Jahrhunderts fiel der Ort wüst. Durch die nordrhein-westfälische Gebietsreform kam Neviges mit Beginn des Jahres 1975 zur Stadt Velbert und die östlichen Außenortschaften von Neviges um Galgenbusch wurden in Wuppertal eingemeindet.